# Thoracic-outlet-Syndrom
Das Thoracic-outlet-Syndrom (TOS), das auch als Engpasssyndrom der oberen Thoraxapertur oder Schultergürtel-Kompressionssyndrom bezeichnet wird, ist ein neurovaskuläres Kompressionssyndrom. Bei dieser Erkrankung liegt eine zeitweise oder ständige Kompression eines Gefäßnervenbündels, bestehend aus Plexus brachialis, der Arteria subclavia und der Vena subclavia vor. Dieses Gefäßnervenbündel verläuft vom Hals aus in Richtung oberer Extremität und muss dabei drei Engstellen überwinden:
- die vordere bzw. hintere Skalenuslücke,
- den Kostoklavikularraum (Raum zwischen erster Rippe und Schlüsselbein) sowie
- den Korakopektoralraum (Raum zwischen Processus coracoideus und Musculus pectoralis minor).

Das Krankheitsbild ist in Abhängigkeit von der Ursache und der Lokalisation des Engpasses durch Durchblutungsstörungen sowie Gefühlsstörungen und Lähmungserscheinungen des Armes gekennzeichnet, die im Anfangsstadium meist lageabhängig auftreten.

## Grundlagen

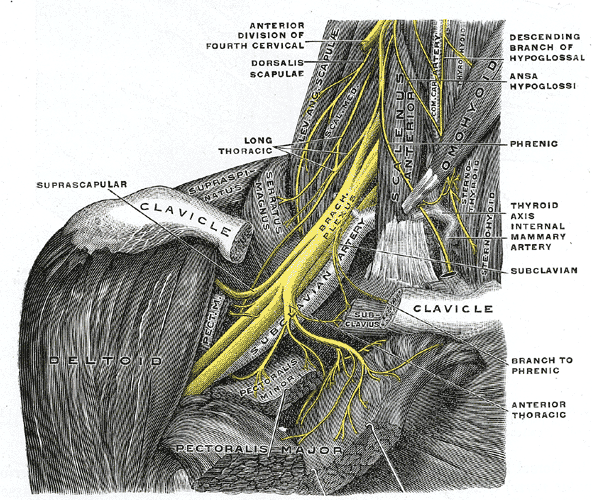
Darstellung des rechten Plexus brachialis und den daraus hervorgehenden Nerven von vorne

Der Plexus brachialis ist ein Nervengeflecht, das von den vorderen (ventralen) Ästen der Spinalnerven C5 bis C8 sowie TH1 gebildet wird. Aus dem Plexus brachialis gehen die Nerven hervor, welche die gesamte obere Extremität motorisch und sensibel versorgen. Der Plexus brachialis liegt in der Tiefe des seitlichen Halsdreiecks und bildet sich nach Durchtritt durch die hintere Skalenuslücke, die vom Musculus scalenus anterior, Musculus scalenus medius und der ersten Rippe gebildet wird. Neben den Nervenfasern tritt auch die Arteria subclavia durch die hintere Skalenuslücke. Sie versorgt die obere Extremität mit sauerstoffreichem Blut. Die Vena subclavia, die das sauerstoffarme Blut aus der oberen Extremität wieder abführt, verläuft dagegen durch die so genannte vordere Skalenuslücke, die sich zwischen Musculus scalenus anterior und Musculus sternocleidomastoideus befindet. Nach Durchtritt durch die Skalenuslücken vereinigen sich die Nervenfasern des Plexus brachialis sowie die Arteria und Vena subclavia zu einem gemeinsamen Gefäßnervenbündel, das Richtung obere Extremität zieht und dabei zwei weitere Engstellen passieren muss. Der Kostoklavikularspalt liegt zwischen erster Rippe (lat. Costa) und dem Schlüsselbein (lat. Clavicula), der Korakopektoralraum zwischen dem Processus coracoideus des Schulterblatts und dem Musculus pectoralis minor.

## Formen und Ursachen
Die drei vom Gefäßnervenstrang zu passierenden Engstellen sind die Prädispositionsstellen für das Auftreten eines Thoracic-outlet-Syndroms.
Die Kompression im Bereich der Skalenuslücken wird auch als Skalenussyndrom bezeichnet. Es kann durch das Vorliegen einer Halsrippe, welche beim Menschen nur sehr selten vorkommt, durch Exostosen oder eine Steilstellung der ersten Rippe sowie durch eine Vergrößerung (Hypertrophie) der Skalenus-Muskulatur auftreten. Eine Muskelhypertrophie betrifft vor allem den Musculus scalenus anterior und wird daher auch als Scalenus-anterior-Syndrom bezeichnet. Ein Thoracic-outlet-Syndrom, das durch eine Halsrippe verursacht wird, bezeichnet man auch als Halsrippensyndrom.
Kompressionen im Bereich des Kostoklavikularraums führen zum so genannten Kostoklavikularsyndrom, das vor allem nach Klavikulafrakturen infolge einer überschießenden Kallusbildung entsteht oder durch funktionelle Kompression bei Abduktion, das heißt einer Abspreizung des Armes, verursacht wird.
Eine Kompression des Gefäßnervenbündels im Korakopektoralraum wird als Hyperabduktionssyndrom oder Pectoralis-minor-Syndrom bezeichnet. Es entsteht vor allem infolge einer Hypertrophie des Musculus pectoralis minor.
In sehr seltenen Fällen kann auch ein Pancoast-Tumor Auslöser für ein Thoracic-outlet-Syndrom sein.
Darüber hinaus gibt es einige Sonderformen des Thoracic-outlet-Syndroms. Besteht die Kompression des Gefäßnervenbündels hauptsächlich in einer Einengung der Vena subclavia, so wird dies auch als Thoracic-inlet-Syndrom bezeichnet. Es resultieren venöse Abflussstörungen. Eine venöse Abflussstörung erhöht das Risiko von Thrombosen, das heißt der Bildung von Blutgerinnseln. Eine Thrombose in der Vena subclavia führt zum so genannten Paget-von-Schroetter-Syndrom.

## Diagnostik
Eine Verdachtsdiagnose kann meistens bereits aufgrund der Schilderung von typischen Beschwerden im Rahmen der Befragung des Patienten (Anamnese) gestellt werden. Die Symptomatik des Krankheitsbilds kann bei Betroffenen häufig mit Hilfe von so genannten Provokationstests ausgelöst oder verstärkt werden. Hierzu gehören die Faustschlussprobe, der Adson-Test und der „Elevated arm stress Test“. Zur Diagnostik gehören ferner Röntgenaufnahmen des Thorax und der Halswirbelsäule. Damit können knöcherne Strukturen wie eine Halsrippe und eine Exostose der ersten Rippe als mögliche Ursachen nachgewiesen beziehungsweise ausgeschlossen werden. Durch Bestimmung der Nervenleitgeschwindigkeit mittels Elektroneurographie können Schädigungen der den Arm versorgenden Nerven nachgewiesen werden. Mittel der Wahl zur Sicherung der Diagnose ist die Darstellung und Messung der Gefäßdurchblutung in verschiedenen Lagen des Armes und des Kopfes mittels Duplexsonographie. Diese Untersuchung wird auch als dynamische Armangiographie bezeichnet.

## Therapie
Bei der Therapie des Thoracic-outlet-Syndroms können konservative von operativen Maßnahmen unterschieden werden. Der konservative Therapiezweig wird bei leichterer Krankheitsausprägung eingeschlagen und besteht vor allem aus physiotherapeutischen Maßnahmen. Dazu gehören manuelle Griffe, aktive Übungen zur Kräftigung der Schultergürtelmuskulatur, Massagen und die Anwendung von Wärme zur Lockerung der Muskulatur.
Operative Maßnahmen sind bei ausgeprägter Symptomatik indiziert und sind auf die Beseitigung der Engstelle ausgerichtet, beispielsweise die Entfernung einer vorhandenen Halsrippe oder der ersten Rippe beim Skalenussyndrom. Der Operation schließen sich ebenfalls physiotherapeutische Maßnahmen an.